# De Wandeling (Omroep Brabant)
De Wandeling was een cultuurhistorisch programma van Omroep Brabant, gepresenteerd door René Bastiaanse. Tussen 1998 en 2005 brachten Bastiaanse en cameraman Léon Hagedoorn een bezoek aan bijzondere plaatsen in Noord-Brabant. Wekelijks keken er zo'n 400.000 mensen naar het programma. Er zijn in totaal 241 afleveringen gemaakt.
Bastiaanse en Hagedoorn bezochten oude vestingsteden en diverse natuurgebieden in de provincie. Over sommige locaties zijn meerdere afleveringen gemaakt. De interactie tussen presentator en cameraman was typerend voor het programma. Leon Hagedoorn is een paar keer vervangen door Mark Visser, Twan van der Heijden, Jan Acket en Melvin Houtappels.
Het programma bracht ook bezoeken buiten Brabant met een belangrijke (cultuur)historische connectie met de provincie. Naar aanleiding van het programma verscheen een boek.
De tune van het programma was de track Dubbelspel van het album Variaties op een dame van Flairck. 
In 2019 werden alle afleveringen van De Wandeling verzameld en online gezet door het Brabants Historisch Informatie Centrum.